# Championnat du Luxembourg de football 1924-1925
Navigation
Saison précédente Saison suivante
La saison 1924-1925 du Championnat du Luxembourg de football était la 15e édition du championnat de première division au Luxembourg. Huit clubs sont regroupés au sein d'une poule unique où ils se rencontrent deux fois, à domicile et à l'extérieur. En fin de saison, les deux derniers du classement sont relégués et remplacés par les deux meilleurs clubs de Promotion d'Honneur, la deuxième division luxembourgeoise.
C'est le club du CA Spora Luxembourg qui remporte le titre en terminant en tête du classement final, à égalité de points avec le Stade Dudelange et 4 points d'avance sur un duo composé du tenant du titre, le CS Fola Esch et de la Jeunesse d'Esch. C'est le 1er titre de champion du Luxembourg du club formé la saison dernière. Pour la quatrième année consécutive, les deux clubs issus de Promotion d'Honneur n'arrivent pas à se maintenir et sont relégués en fin de saison.

## Clubs participants
| - CA Spora Luxembourg - Progrès Grund - Promu de Division d'Honneur - Red Boys Differdange - Jeunesse d'Esch - Fola Esch - Stade Dudelange - Union Luxembourg - US Dudelange - Promu de Division d'Honneur |

## Compétition

### Classement
Le barème utilisé pour établir le classement est le suivant :
- Victoire : 2 points
- Match nul : 1 point
- Défaite, forfait ou abandon : 0 point

| Rang | Équipe                   | Pts | J  | G | N | P  | Bp | Bc | Diff |  | Résultats (▼ dom., ► ext.) | Spo | StD | Fol | Jeu | Dif | Uni | Gru | USD  |
| ---- | ------------------------ | --- | -- | - | - | -- | -- | -- | ---- |  | -------------------------- | --- | --- | --- | --- | --- | --- | --- | ---- |
| 1    | CA Spora Luxembourg      | 21  | 14 | 9 | 3 | 2  | 41 | 14 | +27  |  | CA Spora Luxembourg        |     | 2-0 | 6-0 | 1-3 | 6-0 | 4-1 | 2-0 | 9-0  |
| 2    | Stade Dudelange          | 21  | 14 | 9 | 3 | 2  | 42 | 14 | +28  |  | Stade Dudelange            | 2-2 |     | 1-1 | 2-2 | 1-0 | 4-2 | 7-0 | 10-0 |
| 3    | CS Fola Esch (T)         | 17  | 14 | 6 | 5 | 3  | 35 | 20 | +15  |  | CS Fola Esch (T)           | 3-3 | 0-2 |     | 1-0 | 3-0 | 3-2 | 3-0 | 7-0  |
| 4    | Jeunesse d'Esch          | 17  | 14 | 7 | 3 | 4  | 31 | 18 | +13  |  | Jeunesse d'Esch            | 2-0 | 3-0 | 1-1 |     | 3-3 | 1-1 | 7-2 | 3-0  |
| 5    | Red Boys Differdange (C) | 16  | 14 | 7 | 2 | 5  | 36 | 27 | +9   |  | Red Boys Differdange (C)   | 2-2 | 1-2 | 2-1 | 5-2 |     | 6-2 | 4-1 | 5-1  |
| 6    | Union Luxembourg         | 13  | 14 | 6 | 1 | 7  | 32 | 31 | +1   |  | Union Luxembourg           | 1-2 | 0-4 | 1-0 | 3-2 | 3-1 |     | 5-3 | 5-0  |
| 7    | Progrès Grund (P)        | 7   | 14 | 3 | 1 | 10 | 15 | 49 | -34  |  | Progrès Grund (P)          | 0-3 | 0-5 | 0-2 | 1-1 | 0-6 | 3-2 |     | 3-1  |
| 8    | US Dudelange (P)         | 0   | 14 | 0 | 0 | 14 | 4  | 63 | -59  |  | US Dudelange (P)           | 0-1 | 1-2 | 0-6 | 0-5 | 0-1 | 0-4 | 1-2 |      |

## Bilan de la saison
| Championnat du Luxembourg de football 1924-1925 |                                 |
| Champion                                        | CA Spora Luxembourg (1er titre) |
| Coupes et trophées                              |                                 |
| Vainqueur de la Coupe du Luxembourg 1924-1925   | Red Boys Differdange            |
| Promotions et relégations                       |                                 |
| Promus en Première Division                     | Red Black Pfaffenthal           |
| Promus en Première Division                     | US Esch/Alzette                 |
| Relégués en Division d'Honneur                  | Progrès Grund                   |
| Relégués en Division d'Honneur                  | US Dudelange                    |